# مذكرات في السياسة المصرية
مذكرات في السياسة المصرية يعتبر من أهم أعمال هيكل السياسية ومرجع هام في التاريخ السياسى المصري، حيث صدر جزاءن منها في حياته والجزء الثالث بعد وفاته. 
بدأ الجزء الأول منه بنشاة صاحبه السياسية (1912م) وانتهى بتوقيع معاهدة 1936م. يبداء الجزء الثاني وينتهى بثورة 1952م، ليبداء الجزء الثالث. على الرغم من أهمية هذا المرجع إلا أن الحياد به عسيرا، لأن صاحبه اتخذ موقفا ورايا، ولايمكن الاعتماد عليه وحده دون النظر إلى مصادر أخرى، لان المؤلف كتابه ببراعه فائقه من الممكن أن ينزلق الباحث العجول فيها دون أن يمد بصره إلى مصادر غيرها.